# Eduard Arzt
Eduard Arzt es un físico y científico de materiales austriaco. Recibió el premio Gottfried Wilhelm Leibniz, el premio de investigación más alto de la Fundación Alemana de Investigación (DFG), el premio Acta Metallurgica y el premio Heyn, el premio más alto de la Sociedad Alemana de Materiales (DGM). Es miembro de la Academia de Ciencias Alemana Leopoldina en Halle y miembro correspondiente de la Academia de Ciencias de Austria en Viena. En 2020, Arzt fue elegido miembro internacional de la Academia Nacional de Ingeniería de EE . UU.

## Biografía
Arzt estudió física y matemáticas en la Universidad de Viena, donde se doctoró en 1980, con una tesis sobre “Un modelo para la compactación de polvos metálicos esféricos”, que había escrito entre 1977 y 1980 en la Montanuniversität Leoben.Tras realizar un postdoctorado en la Universidad de Cambridge, se incorporó al Instituto Max Planck para Sistemas Inteligentes en Stuttgart. En 1989/90 pasó un año como profesor invitado en la Universidad de Stanford . En 1990 fue nombrado catedrático de Metalurgia Física/Física de los Metales en la Universidad de Stuttgart, con un nombramiento conjunto como director del Instituto Max Planck para la Investigación de los Metales (actual Instituto Max Planck para Sistemas Inteligentes). En 1996 fue profesor visitante en el Instituto Tecnológico de Massachusetts. En 2003 fue nombrado director general del MPI en Stuttgart. El 1 de octubre de 2007, asumió el cargo de director científico y presidente del Instituto Leibniz de Nuevos Materiales (INM) en Saarbrücken y fue nombrado profesor de Nuevos Materiales en la Universidad de Saarland. Durante su dirección, el Instituto Leibniz se reorientó temáticamente para convertirse en un centro interdisciplinario para la investigación de materiales modernos.
Arzt tiene una formación como concertista de piano en la Bruckner Musikuniversität de Linz, Austria, y en la Escuela de Música de la Universidad de Miami (externa). Pasó un año como estudiante de intercambio en la Coral Gables High School, Coral Gables, Florida (1972/73). Actualmente es presidente de los Amigos del Festival de Música del Sarre y posee una licencia de vuelo PPL-A.

## Actividades profesionales
Arzt ha sido invitado a realizar estancias de investigación y a impartir conferencias, entre otros, por el Instituto Tecnológico de Massachusetts, Cambridge, EE. UU., la Universidad de California, Santa Bárbara, la Universidad de California, San Diego, la Universidad de Illinois en Urbana–Champaign, la Case Western Reserve University, el Instituto Tecnológico Technion de Israel, la Academia de Ciencias de China, y la Universidad de Viena y la Universidad Tecnológica de Graz. Es redactor jefe de Progress in Materials Science, una revista de revisión en el campo de la ciencia de los materiales.

## Áreas de investigación
Arzt ha trabajado en numerosos campos de la ciencia de los materiales, que van desde las aleaciones estructurales de alta temperatura, la micro y nanomecánica de materiales de película fina, los mecanismos de electromigración y degradación en sistemas de materiales miniaturizados hasta la modelización de las propiedades de los materiales en condiciones extremas. Su investigación actual se centra en la síntesis y caracterización de superficies adhesivas bioinspiradas y su comercialización en robótica y automatización. Es cofundador y jefe del consejo asesor de una empresa emergente de tecnología avanzada en robótica y automatización.

## Premios y reconocimientos
- Premio Masing, Sociedad Alemana de Materiales (DGM), 1985[7]
- Heinz Maier-Leibnitz-Preis, Ministerio Alemán de Educación e Investigación, 1988
- Premio Acta Metallurgica al Trabajo Sobresaliente, 1990
- Max-Planck-Forschungspreis (con William D. Nix, Stanford), 1990
- Premio Gottfried Wilhelm Leibniz, Deutschen Forschungsgemeinschaft, 1996[8]
- RS Williams Profesor, Instituto de Tecnología de Massachusetts, 1996
- Miembro correspondiente de la Academia de Ciencias de Austria, 1997[9]
- Miembro de la Deutsche Akademie der Naturforscher Leopoldina, 2002[10]
- Subvención avanzada, Consejo Europeo de Investigación (ERC), 2013[11]
- Moneda conmemorativa de Heyn, DGM, 2017[12]
- Miembro de la Academia Nacional de Ingeniería de Estados Unidos, 2020[13][14]